# 波長分割多重接続
波長分割多重接続（はちょうぶんかつたじゅうせつぞく、英: Wavelength division multiple access、WDMA）は、光波長多重通信の特徴を生かして多元接続を行う。